# Шотакон
Шотакон (јап. ショタコン []) је јапанска скраћеница за шотаро комплекс, израз који описује сексуалну склоност према преадолесцентним дечацима. Изван Јапанa овај израз се пре свега односи на уметничка и друга дела која приказују шотаро ликове на претерано сладуњав начин, или са сексуалним алузијама. Израз Shōtarō је пореклом из манге Tetsujin 28-go (1956-1966), где се тако назива главни лик, енергични, препубесцентни дечак детектив. Шотакон ликови данас се често појављују у облику порнографије или као аниме и манга остварења која садрже детаље непотребне за приказ радње и лика, чија је сврха да забаве. Женски еквивалент му је лоликон. Најексплицитнији облици шотакона приказују сексуално злостављање деце, па су предмет законских забрана и контроверзи.